# Гърдилово
Вижте пояснителната страница за други значения на Ченгел.
Гърдилово (на македонска литературна норма: Грдилово) е бивше село в Северна Македония, община Новаци.

## География
Селото е било разположено на левия бряг на Църна на няколко километра северозападно от Брод.

## История
На мястото на Гърдилово има открито късноантично селище.
Според статистиката на Васил Кънчов („Македония. Етнография и статистика“) към 1900 година в Гърдино (Гърдиново) живеят 90 българи-християни.
На Етнографската карта на Битолския вилает на Картографския институт в София от 1901 година Гордилово е чисто българско село в Битолската каза на Битолския санджак с 36 къщи.
В началото на XX век цялото село е под върховенството на Българската екзархия. По данни на секретаря на екзархията Димитър Мишев („La Macédoine et sa Population Chrétienne“) в 1905 година в Гърдилово (Gardilovo) има 280 българи екзархисти.
По време на българското управление на Вардарска Македония през Първата световна война Гърдилово е част от Бродска община в Битолска селска околия и има 27 жители.